# Amorphochelus fasciculatus
Amorphochelus fasciculatus är en skalbaggsart som beskrevs av Blanchard 1850. Amorphochelus fasciculatus ingår i släktet Amorphochelus och familjen Melolonthidae. Inga underarter finns listade i Catalogue of Life.